# Гурский, Юрий Анатольевич
Юрий Анатольевич Гурский (бел. Юры Анатольевіч Гурскі, род. 23 января 1983, Минск) — белорусский IT-предприниматель, сооснователь венчурного фонда Haxus Venture, бывший вице-президент Mail.ru Group. Как ментор и инвестор участвовал в стартапах Flo, Prisma, Aimatter, MSQRD, MAPS.ME.
Весной 2018 года вошёл в состав управляющей компании фонда Gagarin Capital.

## Биография
Родился 23 января 1983 года в Минске, вместе с братом-близнецом. Бабушка работала учительницей, мать библиотекарем. По его собственному признанию, его отец был алкоголиком, а среда, в которой он вырос, была очень криминальная. В интервью Гурский рассказывал, что его семья была очень бедной и он с 10 лет пытался зарабатывать деньги, собирая грибы.
В 2000 году окончил среднюю школу № 219 Минска. В 2008 году получил диплом по специальности «журналистика» БГУ. В 2010 году получил диплом Executive MBA в бизнес-школе Института приватизации и менеджмента по программе Университета Козьминского (Варшава).
Работал генеральным директором ООО «Питер-М» (представительство Издательского дома «Питер» в Беларуси) с сентября 2003 по декабрь 2009 года. С 2009 года работает в IT. Был совладельцем Viaden Media, сооснователь и CEO Viaden Mobile (2009—2012 гг.), CEO и сооснователь Sport.com и yoga.com (2013—2014 гг.). Работал в российской корпорации Mail.ru Group c ноября 2014 по 29 июля 2016. Совладелец компании Haxus.com.
Является владельцем издательства Ideanomix.
С 2016 года живёт в городе Лимассол на Кипре.

## IT-Бизнес
В 2009 году Гурский в качестве миноритарного акционера стал совладельцем компании Viaden Media. Одним из основных направлений бизнеса стало создание ИТ-решений для онлайн-казино и приложений для треккинга здоровья. В 2011 году Viaden Media получила награду App Store Rewind. В 2012 году Viaden Media приобрёл израильский миллиардер Тедди Саги.
Sport.com под руководством Гурского разработала ряд популярных мобильных приложений для спорта и фитнеса, продукты компании получили награду Best of 2013 Apple Editors' Choice.
В 2014 году стал ментором проекта Maps.Me, который в том же году был приобретён корпорацией Mail.ru Group. Сам Гурский также перешёл на работу в Mail.ru, в 2016 году занимал должность вице-президента корпорации по новым продуктам. Уволился из компании 29 июля 2016 года. Представители Mail.Ru Group назвали в качестве причины увольнения конфликт интересов. Сам Гурский такой конфликт отрицает.
Был ментором и инвестором проекта MSQRD (видео- и фото-селфи приложение), купленного корпорацией Facebook 9 марта 2016 года.
В августе 2017 года корпорация Google купила стартап AIMATTER, принадлежавший Юрию Гурскому и Юрию Мельничку.
Учредитель и президент компании Flo Health Inc. — разработчика мобильного приложения Flo. Компания получила оценку в $200 млн, а впоследствии — $230 млн, что является рекордом для Беларуси. Это платформа для женского здоровья, основанная на искусственном интеллекте, с месячной аудиторией в 27 млн активных пользователей и топовыми позициями в категории Health & Fitness в App Store и Google Play.
Весной 2018 года вошёл в состав управляющей компании фонда Gagarin Capital, который фокусируется на инвестициях в проекты на основе искусственного интеллекта.
В 2022 году один их проектов Гурского — фоторедактор Lensa AI — стал самым кассовым iOS-приложением на Западе.

## Публикации
Автор книг по информационным технологиям. Некоторые книги авторства и соавторства Гурского:
- Гурский Ю. А., Гурская И. В., Жвалевский А. В. Трюки и эффекты в CoralDRAW 11. — СПб., 2004.
- Видеосамоучитель. Photoshop CS4 (+CD). — «Питер», 2009. — 288 с. — ISBN 9785498073187.
- Фотоприколы с помощью Photoshop. — «Питер», 2010. — 320 с. — ISBN 9785498075785.
- Photoshop CS2: Трюки и эффекты. — «Питер», 2005. — 512 с. — ISBN 9785469010456.
- Компьютерная графика: Photoshop CS5, CorelDRAW X5, Illustrator CS5. — «Питер», 2010. — 688 с. — ISBN 9785459005240.
- Цифровая фотография. Трюки и эффекты. — «Питер», 2010. — 688 с. — ISBN 9785498075419.

## Награды и признание
- «Kozminski Lion Distinguished Alumnus» Университета Козьминского[34]
- «Предприниматель года» 2011[35]
- «Ментор года» 2014[36]
- Девятое место в рейтинге «Топ-40 белорусских бизнесменов до 40 лет» в 2015 году[37]
- Первое место в рейтинге «Топ-40 белорусских предпринимателей до 40 лет» в 2016 и 2017 году[38][39]
- Третье место в рейтинге «Топ-50 персон в белорусском ИТ 2016»[40]
- Девятнадцатое место в рейтинге «Топ-25 выдающихся бизнесменов современной Беларуси (1992—2017 гг.)»[41]